# Telepaís (Colombia)
Telepaís fue un magazín informativo colombiano de televisión con formato de noticiero creado por Jorge Barón en 2004 cuando era un noticiero hasta 2016.

## Historia
Tras varios años de ausencia de los noticieros de las 7:00 p. m., caracterizados por ser los de mayor rating hasta 1998, Telepaís mantuvo la estructura tradicional de estos espacios y su objetividad, pero con información positiva de las regiones colombianas en todos sus ámbitos que luego en el 2014 se trasladó al horario de mediodía pero con media hora de lunes a domingo, dando matiz con notas más livianas las noticias diarias y de mayor relevancia, pero fue reducido de lunes a viernes que después fue trasladado a las 5:00 p. m..
El director del noticiero hasta 2008 fue Julio Nieto Bernal, quien falleció el 31 de diciembre de ese año.
Este noticiero estuvo presentado y dirigido por Jorge Barón, que después ya no tenía información deportiva, en cuanto a entretenimiento, se emitió en alguna emisión.
El Noticiero Telepaís llegó a su última emisión el día viernes 30 de diciembre de 2016 dando fin a 13 años ininterrumpidos al aire.